# Municipio de Whitefield (Minnesota)
El municipio de Whitefield (en inglés: Whitefield Township) es un municipio ubicado en el condado de Kandiyohi en el estado estadounidense de Minnesota. En el año 2010 tenía una población de 525 habitantes y una densidad poblacional de 5,58 personas por km².

## Geografía
El municipio de Whitefield se encuentra ubicado en las coordenadas 45°0′58″N 95°3′52″O / 45.01611, -95.06444. Según la Oficina del Censo de los Estados Unidos, el municipio tiene una superficie total de 94.07 km², de la cual 91,64 km² corresponden a tierra firme y (2,59 %) 2,43 km² es agua.

## Demografía
Según el censo de 2010, había 525 personas residiendo en el municipio de Whitefield. La densidad de población era de 5,58 hab./km². De los 525 habitantes, el municipio de Whitefield estaba compuesto por el 97,14 % blancos, el 0,38 % eran afroamericanos, el 1,14 % eran amerindios, el 1,33 % eran de otras razas. Del total de la población el 2,67 % eran hispanos o latinos de cualquier raza.